# L'Île-Bouchard
L'Île-Bouchard é uma comuna francesa na região administrativa do Centro, no departamento Indre-et-Loire. Estende-se por uma área de 3,48 km². Em 2010 a comuna tinha 1 579 habitantes (densidade: 453,7 hab./km²).
De 8 a 14 de dezembro de 1947, L'Île-Bouchard foi local de aparições marianas. Quatro meninas de 7 a 12 anos relataram ter visto a Virgem Maria e o arcanjo Gabriel. O local foi declarado peregrinação oficial da diocese de Tours em 8 de dezembro de 2001 pelo arcebispo Monsenhor André Vingt-Trois. Desde 1999, sacerdotes e leigos da Comunidade Emmanuel são responsáveis pelos peregrinos.

## História
Foi Senhor desta localidade Bartolomeu de L'Île-Bouchard (1049 — 1087)